# Charlie Hunnam
Charles Matthew Hunnam, más conocido como Charlie Hunnam (Newcastle, 10 de abril de 1980), es un actor y guionista de cine y televisión británico. 
Saltó a la fama a nivel internacional por su papel protagonista de Jax Teller, en la serie de televisión estadounidense Sons of Anarchy (2008-2014), papel que estuvo interpretando durante casi siete años. En la gran pantalla ha destacado, entre otras, por su papel protagonista en los largometrajes americanos Pacific Rim (2013), Papillon (2017), King Arthur: Legend of the Sword (2017) y The Gentlemen: Los señores de la mafia (2020).

## Biografía

### Inicios
Nacido en Newcastle, Inglaterra, el 10 de abril de 1980. Su padre, William "Billy" Hunnam (1952–2013), era un vendedor de chatarra que se fue de la casa cuando Charlie tenía 2 años. Su madre es Jane Bell, una bailarina de ballet y propietaria de un negocio. Tiene un hermano mayor llamado William y dos hermanos más jóvenes por parte de madre llamados Oliver y Christian. A los 12 años, cuando su madre se volvió a casar, se mudó a la aldea de Melmerby, Cumbria. Es de ascendencia escocesa e irlandesa. Una de sus abuelas pintaba retratos. Hunnam esta diagnosticado con dislexia, lo que le dificulta la comprensión lectora y la escritura  y sufre de misofobia, miedo a los gérmenes y la suciedad en general.Durante su adolescencia, jugaba al rugby y se peleaba con sus compañeros de clase, por lo que acabó expulsado del instituto Queen Elizabeth Grammar School de Penrith, lo que le obligó a estudiar y a realizar los exámenes desde su casa.
Tras ello, en lugar de ir a la Universidad, decidió ir al Instituto De Arte de Carlisle en Cumbria, para estudiar Artes Escénicas, donde aprendió la Teoría y la Historia del Cine, con la idea de escribir y dirigir sus propias películas. 
Cuando era pequeño, una de las cosas que más deseaba tener, ya que eran populares en su escuela y entre sus amigos, eran las míticas zapatillas Nike Air Max de los años 90s. Pero dado que provenía del seno de una familia pobre, no pudo tener nunca unas. Así que cuando cumplió los 25 años, con el dinero de sus primeras interpretaciones en la pequeña pantalla, se compró 85 pares de estas zapatillas. Tiempo después, se percató de que era un capricho sin sentido, y decidió regalarlas a sus amigos y a donarlas a caridad. 
Con una estatura de 1,85 cm, ha modelado en diversas ocasiones; a la edad de 16 modeló para la marca de helados Wall’s, fue la cara de la campaña publicitaria de Emporio Armani en el año 2005 y protagonizó el spot publicitario de la fragancia “Reveal” de Calvin Klein junto con la modelo Doutzen Kroes. En 2005 salió número 9 en el top 100 de los hombres más atractivos según la revista Elle.
Cada año, en la víspera de Año Nuevo, Hunnam ha creado su propia tradición navideña: «suelo irme a la cama muy pronto. Me levanto pronto, conduzco cuando aún es de noche y hago senderismo en algún lugar bonito para ver el amanecer», confiesa Hunnam. En el mundo cinematográfico, no quiere hacer comedia porque no se ve bastante bueno: «es un conjunto de habilidades completamente diferentes que no disfruto ni me siento obligado a hacer.»

### Vida personal
Tras mudarse a Los Ángeles en 1998, con 18 años, Hunnam conoció y se casó con la actriz Katharine Towne, hija del guionista Robert Towne, tres semanas después de conocerse en el set de Dawson's Creek en 1998, y se divorciaron en 2002. También ha tenido otras parejas, como la actriz Rashida Jones en 2006, con la productora de cine Georgina Townsly en 2005, con la actriz Stella Parker de abril del 2002 a febrero de 2004 y con la modelo inglesa Sophie Dahlen 2002.
Mantiene una relación con la diseñadora de joyas Morgana McNelis, a quién conoció en el 2007, y él lleva un anillo que ella le dio. La pieza lleva inscrita la frase “I love you endlessly” (te amo infinitamente). Hunnam vive con su pareja en una granja, apartado de las grandes ciudades, donde tiene su propio huerto ecológico y cuida animales de granja. Durante el rodaje de Sons Of Anarchy, llevaba a los set de rodaje, los huevos de sus propias gallinas, para compartirlos con los demás miembros del elenco.
Actualmente tiene hogares en Hollywood Hills de Los Ángeles, Londres y Boston.

## Carrera cinematográfica

### Actor

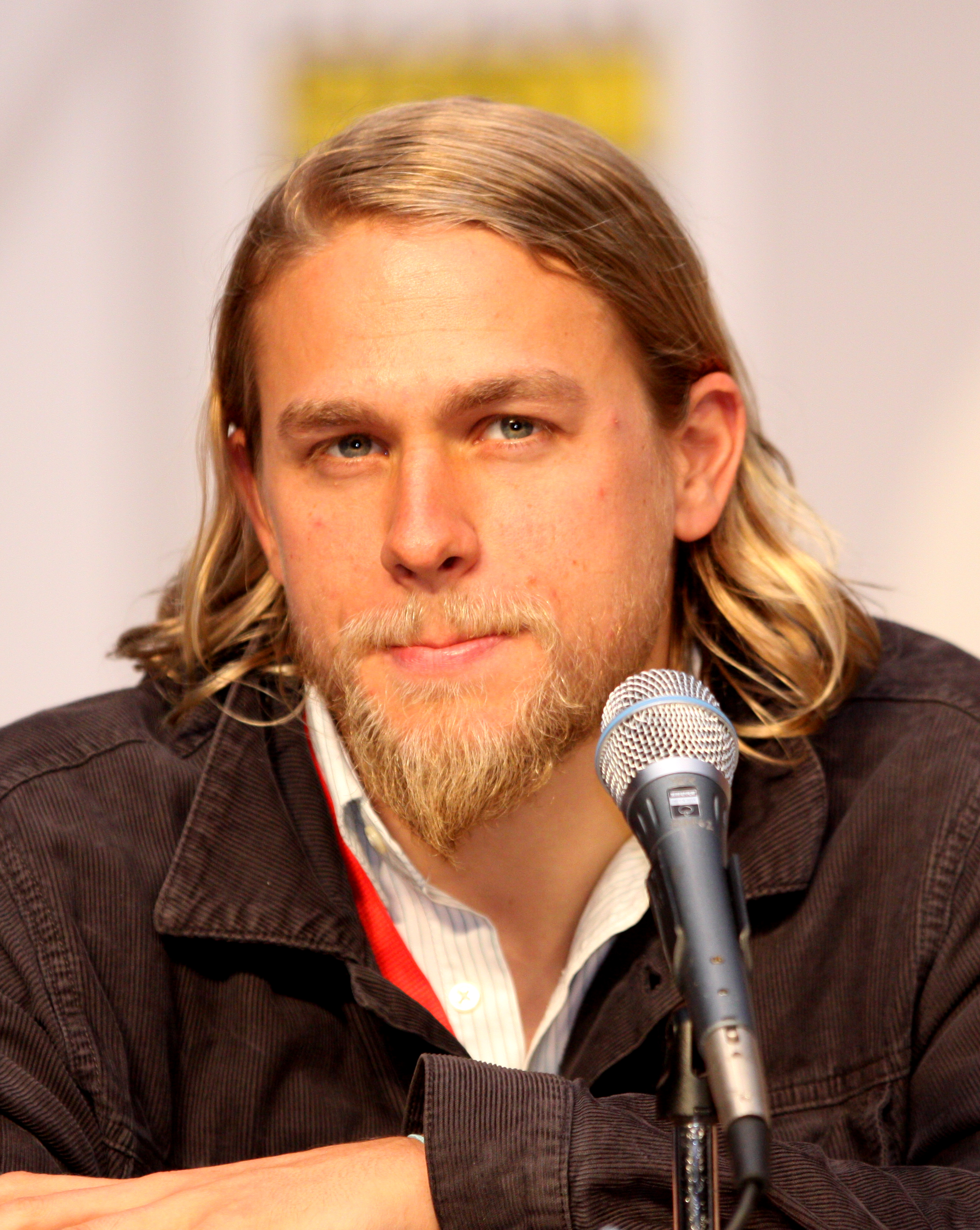
Hunnam en la ComicCon de San Diego el 25 de julio de 2010.

#### 1998-2008
Su talento fue descubierto por la jefa de producción de una serie de televisión británica infantil, mientras Hunnam estaba comprado unas zapatillas en unos grandes almacenes para regalárselas a su hermano por Navidad. La productora, vio su interpretación y le ofreció un contrato en 3 episodios de su show infantil Byker Grove (1989-2006), debutando en la pequeña pantalla británica a los 16 años. 
Su primer papel de importancia llegó con su actuación como Nathan Maloney en la serie dramática Queer as Folk (1999). Fue aclamado por el público y la crítica por su papel en dicha serie como un enamoradizo quinceañero a la caza y captura de hombres mayores que él. Volvió a meterse en la piel del personaje para la miniserie "Queer as Folk 2", considerada una de las mejores secuelas emitidas por la televisión británica. Luego, actuó como Daz en la película británica Whatever Happened to Harold Smith? (1999).
Una vez concluidos ambos proyectos, Hunnam se trasladó a Los Ángeles en California para desarrollar su carrera como actor. Ha declarado que no desea simplemente aceptar cualquier papel que le ofrezcan «hasta los 60 años tengo para hacer dinero, pero las elecciones que haga en los próximos cinco años van a definir realmente mi carrera.» Esta decisión lo llevó a regresar al Reino Unido, donde aceptó un rol protagónico para interpretar a Pete Dunham en Hooligans: Stand your Ground, o también conocida como Green Street Hooligans, Hooligans o The Yank (2005). En esta producción independiente, representa al líder de una compañía que conoce a un estadounidense, interpretado por Elijah Wood, y lo incita a entrar al violento mundo de los hooligans.
En 2002, obtuvo el papel estelar en la adaptación para la gran pantalla de la novela de Charles Dickens, Nicholas Nickleby (2002), nominada a un Globo de Oro a la mejor película.
Hunnam interpretó el papel de Patric en la película Children of Men (2006), dirigida por Alfonso Cuarón. Hunnam afirmó que su rol fue la parte final en su «.. trilogía de hombres dementes. Representé al psicópata en Cold Mountain (2003), mi personaje en Green Street es muy psicótico y ahora tengo este papel en Children of Men.»
En 2005, fue elegido en el noveno lugar en el top 100 de los hombres más atractivos de la revista Elle. En 2009, Hunnam vendió su guion cinematográfico, Vlad, a Summit Entertainment, con los estudios Plan B, propiedad de Brad Pitt como coproductores. La película está siendo dirigida por el director de videos musicales y fotógrafo Anthony Mandler y se centrará en Drácula como un joven príncipe.

#### 2008-2014

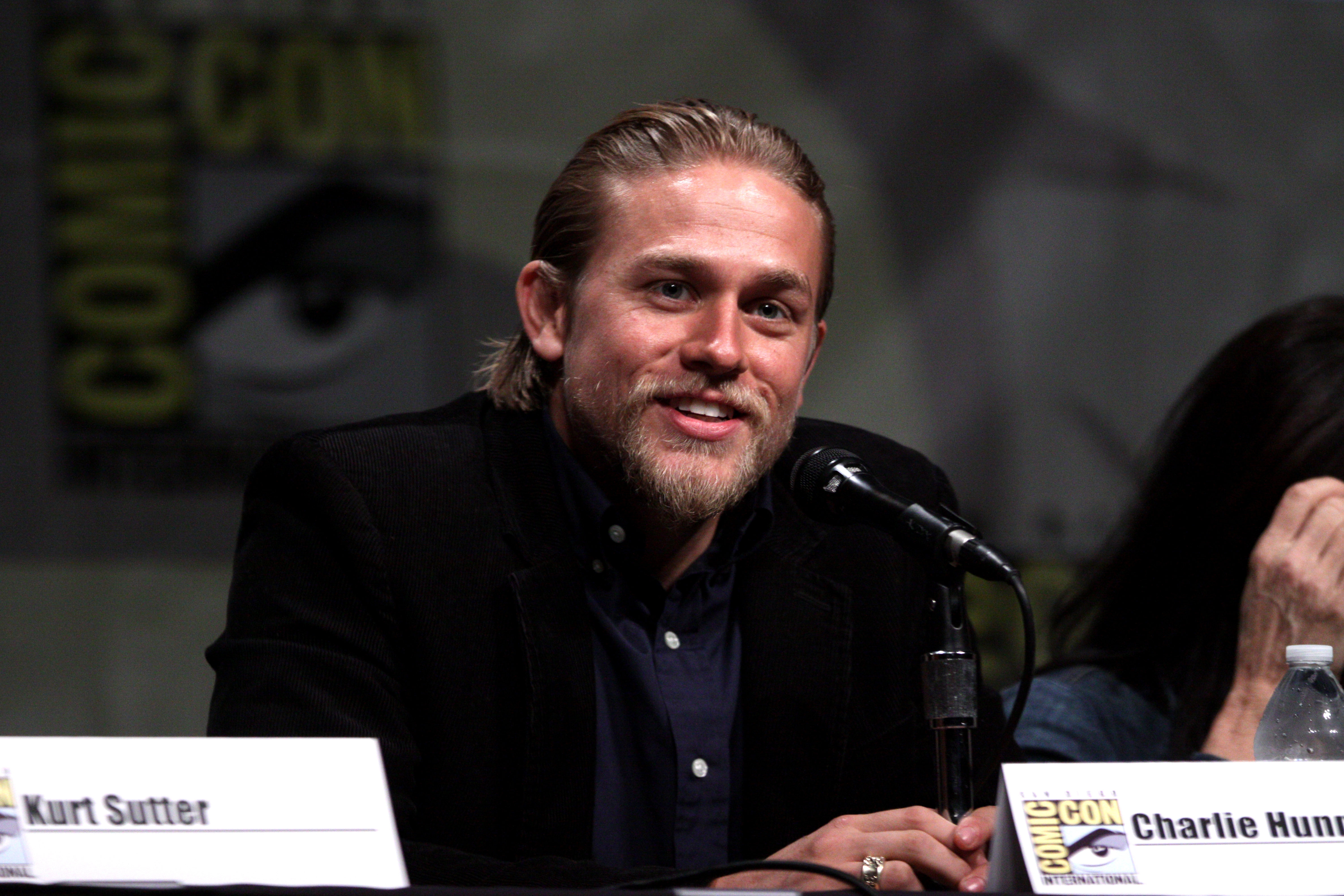
Charlie Hunnam durante la promoción de Sons of Anarchy en 2012.

Hunnam interpretó el papel de Jackson "Jax" Teller en la serie de televisión Sons of Anarchy 'Hijos de la Anarquía'. Fue el actor encargado de meterse en la piel de Jax Teller, el gran protagonista de la ficción. El trabajo del británico fue impecable y Jax es sin duda uno de los mejores y más carismáticos personajes que se han podido ver en televisión a lo largo de los últimos años. Una persona criada en un ambiente violento desde niño que aprendió a vivir en él. Jax es violento, en ocasiones retorcido y siempre hace lo que es necesario por su familia y por su club. Pero a la vez el joven Teller también tiene buen corazón, intenta hacer las cosas bien, es muy inteligente y es extremadamente leal. A lo largo de toda la serie vemos una lucha interna en él entre lo que está bien y lo que está mal. Y eso es precisamente lo que le hace un personaje tan interesante que durante siete temporadas fue capaz de ser el centro neurálgico de la ficción.
El 3 de septiembre de 2008 llegó a la cadena norteamericana FX, una serie ambiciosa centrada en el club de moteros de un pequeño pueblo ficticio del norte de California llamado Charming. La ficción creada y producida por Kurt Sutter  tuvo una gran acogida y ya en su primera temporada se convirtió en la más vista del canal. Violencia, guerras entre bandas, crimen organizado y luchas de poder internas, fueron las bases que hicieron que 'Hijos de la anarquía' tuviese el éxito que tuvo, llegando a ser considerada una serie de culto para muchos espectadores.
El actor británico, que define su paso por 'Hijos de la Anarquía' como la experiencia más profunda de su carrera, explica lo importante que es el legado de la serie para él: «Me convertí en ese personaje. Me había integrado tan profundamente en lo que era que no me di cuenta hasta que terminamos la serie y lo dejamos descansar. Entonces sentí que pasé por un período de dos o tres semanas de duelo real.» «Tengo la chupa de cuero y cuando la gente viene a mi casa y me preguntan si pueden probárselo y les digo que no, nadie volverá a ponerse esa chupa, tenemos que respetar a este tipo porque ya no está con nosotros.. Así que nunca lo traería de vuelta de la muerte por algo así... Fueron siete años de mi vida. Él (Jax) se ha convertido en algo sagrado para mí.»  En la serie compartió reparto junto con Katey Sagal, Ron Perlman, Mark Boone Junior, Kim Coates, Tommy Flanagan y Maggie Siff, entre otros. 
En 2010, Hunnam trabaja en The Ledge (2011), una historia de amor coprotagonizada con Liv Tyler, Patrick Wilson y Terrence Howard.
El 2 de septiembre de 2013 fue seleccionado para interpretar el papel de Christian Grey en la adaptación cinematográfica de la famosa novela Cincuenta sombras de Grey. Sin embargo el 12 de octubre, el actor decidió abandonar el papel, debido a su apretada agenda, con la confirmación de la séptima temporada de la serie de Sons of Anarchy. «Fue la peor experiencia profesional de mi vida. Fue la cosa más destructiva emocionalmente y difícil con la que he tenido que lidiar profesionalmente.» confiesa Hunnam.
Dos de los personajes que Hunnam casi protagoniza en la gran pantalla, y que quedó preseleccionado para interpretarlos fueron; a Anakin Skywalker en la película Star Wars: Episode II - Attack of the Clones, allá por el año 2000, que al final acabó interpretando Hayden Christensen; y al dios nórdico Thor en la película Thor en 2010, papel que dieron a australiano Chris Hemsworth. También fue firme candidato por parte de los fanes para interpretar a Green Arrow del DCEU, aunque en una oportunidad el mismo actor lo rechazó. 

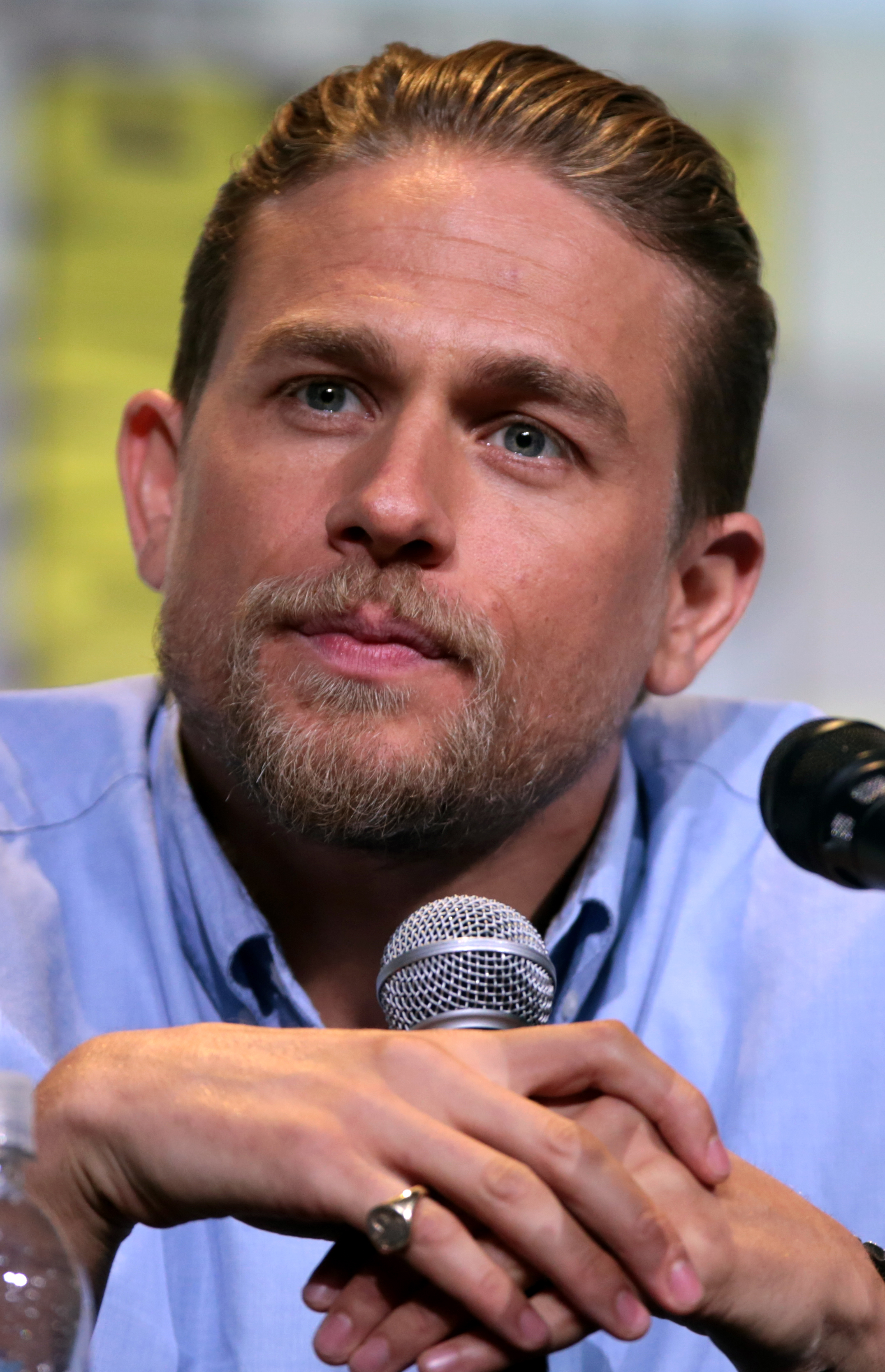
Charlie Hunnam hablando en la ComicCon Internacional de San Diego, patrocinando King Arthur: Legend of the Sword

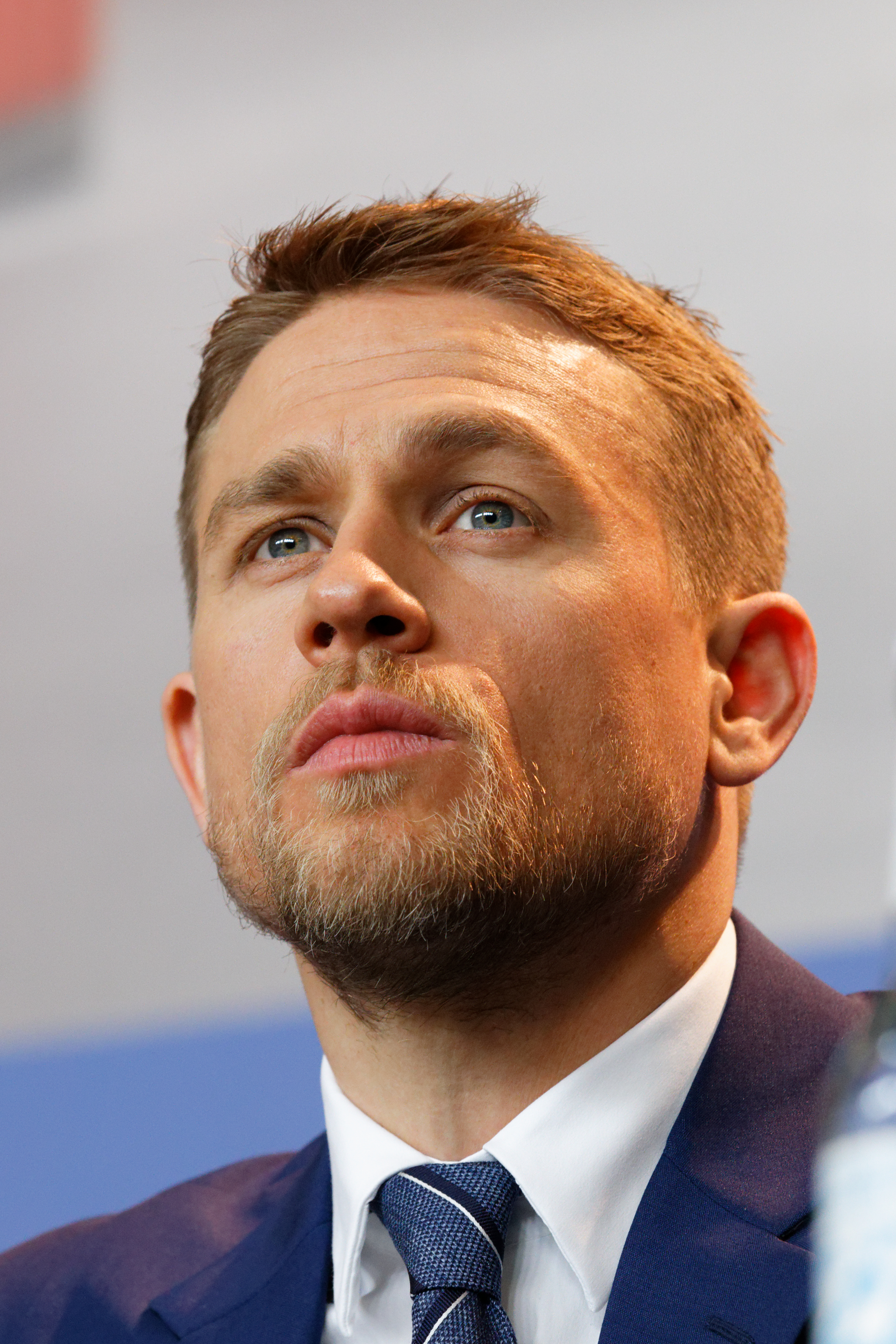
Charlie Hunnam durante la conferencia de prensa del estreno en Berlín de The Lost City of Z en 2017.

#### 2015–2019
Hunnam interpretó a Raleigh Becket en la película de ciencia ficción de Guillermo del Toro titulada Pacific Rim (2013) estrenada en julio de 2013 y recaudó 411 millones de dólares en todo el mundo.
El 2 de junio de 2014, Hunnam fue galardonado con el Premios Huading de Cine, al Mejor Actor Revelación Global, por su papel de Raleigh en Pacific Rim debido a que la película tuvo un buen desempeño en los mercados asiáticos.
Hunnam repitió con Del Toro en la película de terror Crimson Peak (2015), junto a Mia Wasikowska, Tom Hiddleston y Jessica Chastain, cuya película comenzó a rodarse en febrero de 2014 y fue lanzada el 16 de octubre de 2015.

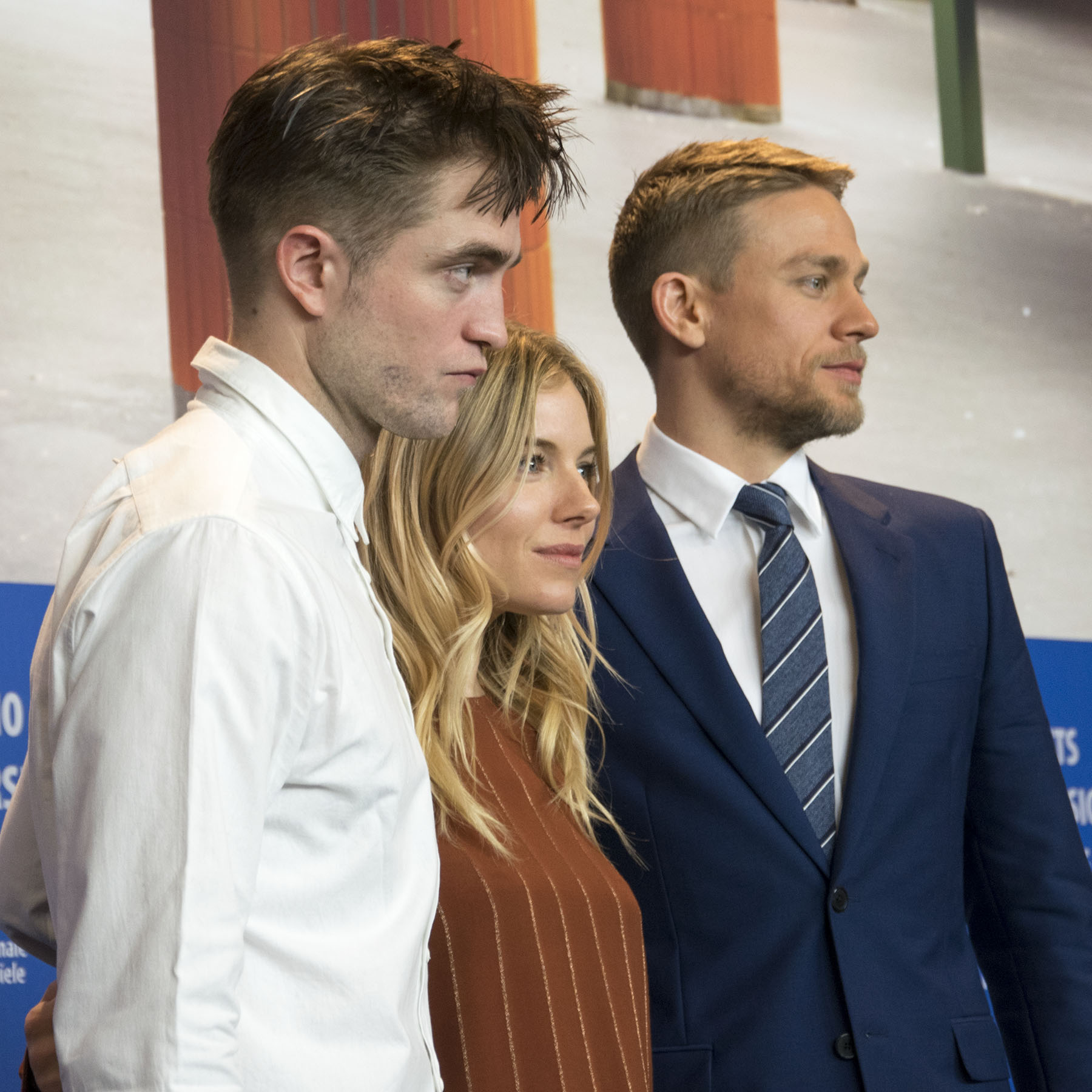
Robert Pattinson, Sienna Miller y Charlie Hunnam durante la promoción de The Lost City of Z en 2017.

Actuó como el geógrafo británico, militar de carrera, Percy Fawcett en la aventura del drama del siglo XX The Lost City of Z (2017), junto con Robert Pattinson y Sienna Miller. Percy es enviado a la selva amazónica para que delimite la frontera entre Brasil y Bolivia, ayudando así al Gobierno británico a preservar sus intereses en el negocio del caucho. En calidad de cartógrafo, Fawcett emprende un largo y peligroso viaje en el que se adentrará en territorios inexplorados de la jungla del Amazonas, acompañado por un grupo de hombres de confianza. Guiado por la obsesiva convicción de que las historias que había oído acerca de una ciudad antigua construida de oro, a la que dará el nombre de ciudad Z, eran ciertas, Fawcett tratará de hacer uno de los descubrimientos más importantes de la historia, esperando tener éxito allí donde tantos otros habían fracasado. El proyecto fue filmado desde agosto a octubre de 2015 y se estrenó en el Festival de Cine de Nueva York en 2016, y fue estrenada a nivel mundial en abril de 2017.

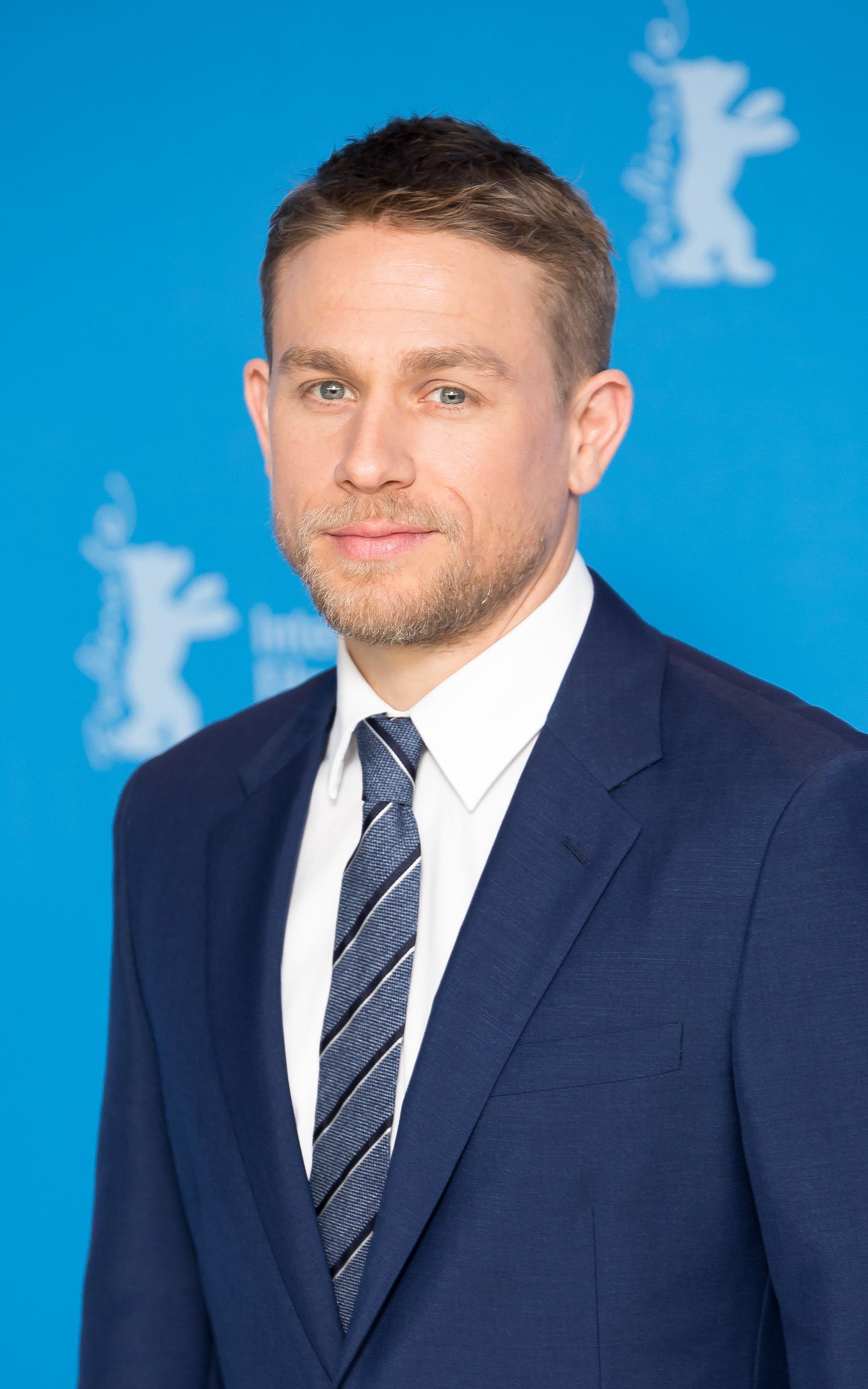
Charlie Hunnam durante la promoción de The Lost City Of Z en 2017.

Hunnam también protagonizó la película de acción y aventura del director Guy Ritchie titulada King Arthur: Legend of the Sword (2017), donde ejecutó el rol del mítico Rey Arturo, que fue robado al nacer y tuvo una educación espartana en una zona conflictiva de la ciudad, pero cuando extrae la espada Excalibur de la piedra en la que estaba clavada, la profecía se cumple y acepta el destino de liderar a su pueblo. La película se filmó entre marzo y julio de 2015 y se estrenó en mayo de 2017. La película Excalibur (1981) fue su inspiración para convertirse en actor. Un detalle irónico, ya que ahora él protagoniza otra adaptación del clásico medieval que gira alrededor del Rey Arturo, la cual contó con un presupuesto de 102 millones de dólares para su producción, aunque los críticos generalmente criticaron el proyecto. Hunnam tuvo una recepción mucho mejor jugando al asesino convicto francés  Henri Charrière en el elogiado Papillon (2017), que coprotagonizó junto con Rami Malek.
Coprotagoniza la película Jungleland (2018), junto a Jack O'Connell y Jessica Barden con el director Max Wrinkler, cuya película cuenta la historia de un boxeador y su hermano, mientras viajan por todo el país para la última pelea. En el camino, se encuentran con una compañera inesperada que convierte toda la relación fraternal en un caos.En 2019, protagoniza junto con Ben Affleck, Oscar Isaac, Garrett Hedlund y Pedro Pascal, Triple frontera, donde un grupo de exagentes de las Fuerzas Especiales, que se reúnen para planear un robo en una zona de frontera múltiple poco habitada en América del Sur. Dirigida por J. C. Chandor y coescrita por Chandor y Mark Boal.
Charlie Hunnam interpreta en 2010, junto con el veterano Mel Gibson, el thriller de acción Waldo (2020). Película que dirige Tim Kirkby, que adaptará la novela de trama detectiava Last Looks, de Howard Michael Gould. Waldo mostrará a un nuevo héroe en el exdetective del Departamento de Policía de Los Ángeles, Charlie Waldo (Hunnam), que actualmente vive la vida de un minimalista en el bosque. Su vida tranquila se detiene repentinamente cuando vuelve a trabajar de forma privada para investigar el asesinato de la excéntrica esposa de una estrella de televisión. La filmación está programada para comenzar en el primer trimestre de 2019.
En 2019, protagoniza una serie para Apple TV+ (la primera producción internacional), la serie titulada Shantaram, en la que un ladrón de bancos australiano convicto y adicto a la heroína que escapó de la prisión de Pentridge huye a la India.

#### 2020 - 2024
Hunnam inicia la década del '20 protagonizando junto con Hugh Grant y Matthew McConaughey la película de delito y mafia dirigida por Guy Ritchie The Gentlemen: Los señores de la mafia (2020) estrenada el 28 de febrero de 2020. En 2021 protagoniza Last Looks junto con Mel Gibson, una película de género thriller, dirigida por Tim Kirkby, cuyo argumento está basado en la novela homónima Last Looks.

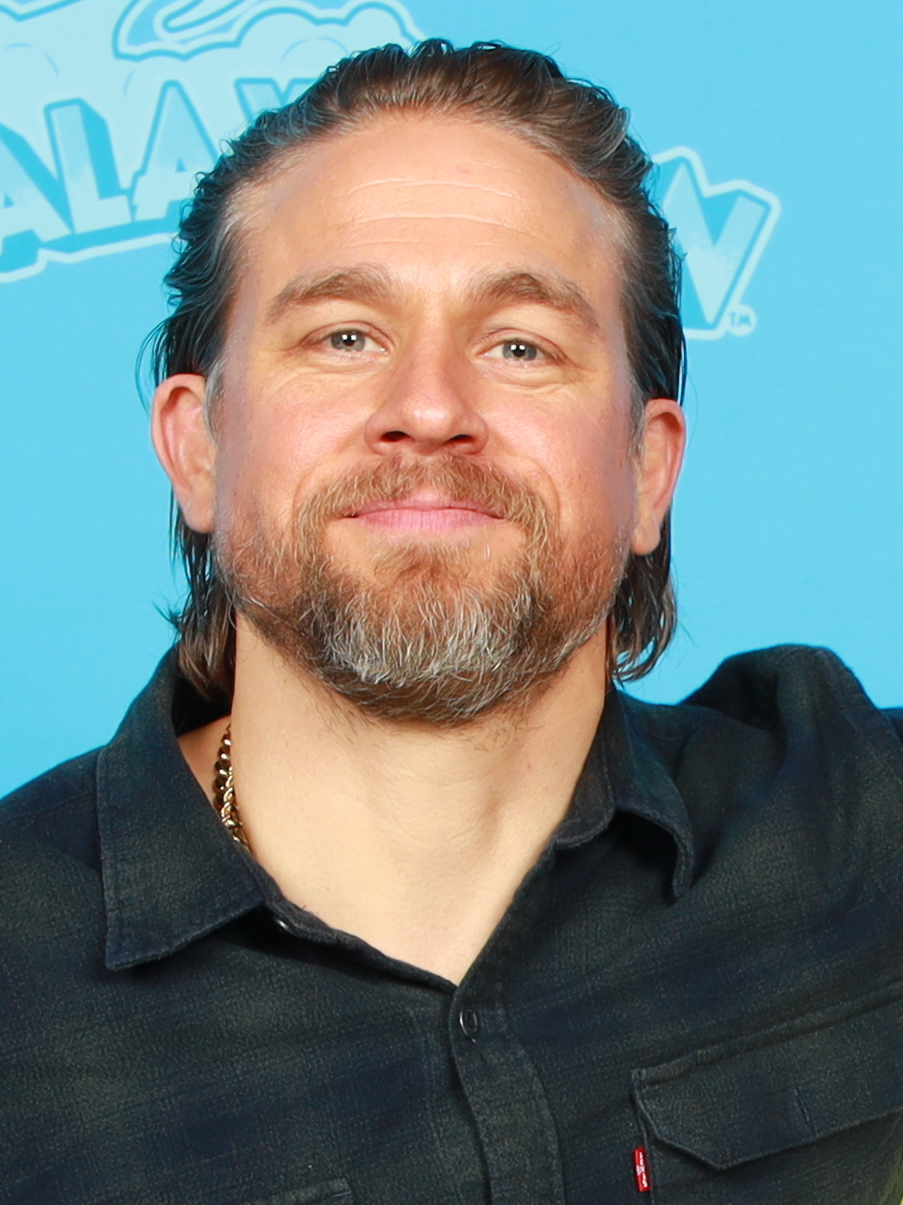
Charlie Hunnam at GalaxyCon Richmond in 2024.

El 9 de febrero de 2023, Deadline Hollywood informó que Hunnam se unió al proyecto de Netflix del director Zack Snyder, Rebel Moon. La ópera espacial épica Rebel Moon-Part One: A Child of Fire (2023) tuvo un estreno limitado en cines el 15 de diciembre de 2023. El 21 de diciembre de 2023, la película se estrenó en todo el mundo a través del servicio de transmisión de Netflix. El tráiler oficial de Rebel Moon – Part Two: The Scargiver (2024) está disponible para verlo en Netflix y se lanzará en todo el mundo el 14 de abril de 2024 en su plataforma de transmisión.
En mayo de 2024, Hunnam fue elegido para el papel principal de la adaptación de Amazon Prime Video de la serie de cómics de Ed Brubaker y Sean Phillips, Criminal. Hunnam interpretará a Leo, "un brillante maestro ladrón".

### Guionista
Fuera de la actuación, Hunnam es un guionista. Inmediatamente antes de formar parte del elenco de Sons of Anarchy, Hunnam vendió su guion Vlad al estudio Summit Entertainment con la coproducción del estudio Plan B Entertainment propiedad de Brad Pitt. La película está dirigida por el director y fotógrafo de videos musicales Anthony Mandler, y se centra en la historia real de Vlad Tepes. Hunnam aprendió la historia de los lugareños en Rumanía durante el rodaje de Cold Mountain. Declaró que no había actuado en 18 meses y estaba tan apurado económicamente que, si no hubiera logrado vender el guion, habría tenido que vender su casa y mudarse a Inglaterra para vivir con su madre. Hunnam también está desarrollando un guion basado en un artículo de Rolling Stone de 2011, que optó por la opción de Edgar Valdez Villareal, un narcotraficante estadounidense que dirigía uno de los carteles más grandes de México. Otro proyecto que tiene en desarrollo es una película sobre la cultura gitana en Gran Bretaña, que espera dirigir. Afirmó que «es una parte de la sociedad inglesa que rara vez se ha explorado, pero es una de las partes más coloridas e interesantes de la sociedad británica».

## Filmografía completa

### Cine
| Cine               | Cine                                 | Cine                                             | Cine                                   | Cine                      | Cine               |
| Año                | Título                               | Título                                           | Título                                 | Rol                       | Director           |
| Año                | Título original                      | Título en España                                 | Título en Hispanoamérica               | Rol                       | Director           |
| ------------------ | ------------------------------------ | ------------------------------------------------ | -------------------------------------- | ------------------------- | ------------------ |
| 1999               | Whatever Happened to Harold Smith?   | ¿Qué le ocurrió a Harold Smith?                  | Whatever Happened to Harold Smith?     | Daz                       | Peter Hewitt       |
| 2002               | Nicholas Nickleby                    | La vida y las aventuras de Nicholas Nickleby     | Nicholas Nickleby                      | Nicholas Nickleby         | Douglas McGrath    |
| 2002               | Abandon                              | La desaparición de Embry                         | Abandon                                | Embry Larkin              | Stephen Gaghan     |
| 2003               | Cold Mountain                        | Cold Mountain                                    | Cold Mountain                          | Bosie                     | Anthony Minghella  |
| 2005               | Green Street Hooligans               | Green Street Hooligans                           | Green Street Hooligans                 | Pete Dunham               | Lexi Alexander     |
| 2006               | Children of Men                      | Hijos de los hombres                             | Niños del hombre                       | Patrick                   | Alfonso Cuarón     |
| 2011               | The Ledge                            | The Ledge                                        | La Cornisa                             | Gavin Nichols             | Matthew Chapman    |
| 2012               | 3,2,1... Frankie Go Boom             | 3,2,1... Frankie Go Boom                         | 3,2,1... Frankie Go Boom               | Frankie                   | Jordan Roberts     |
| 2012               | Deadfall                             | La Huida                                         | Atrapados                              | Jay                       | Stefan Ruzowitzky  |
| 2013               | Pacific Rim                          | Pacific Rim                                      | Titanes del Pacífico                   | Raleigh Becket            | Guillermo del Toro |
| 2015               | Crimson Peak                         | La cumbre escarlata                              | Crimson Peak                           | Dr. Alan McMichael        | Guillermo del Toro |
| 2017               | King Arthur: Legend of the Sword     | Rey Arturo: La Leyenda de Excalibur              | El Rey Arturo: La Leyenda de la Espada | Arthur Pendragon          | Guy Ritchie        |
| 2017               | The Lost City of Z                   | La ciudad perdida de Z                           | The Lost City of Z                     | Percy Fawcett             | James Gray         |
| 2017               | Papillon                             | Papillon                                         | Papillon: La Gran Fuga                 | Henri Charrière           | Michael Noer       |
| 2018               | A Million Little Pieces              | En mil pedazos                                   | A Million Little Pieces                | Bob Frey, Jr.             | Sam Taylor-Johnson |
| 2019               | Triple Frontier                      | Triple frontera                                  | Triple frontera                        | William 'Ironhead' Miller | J. C. Chandor      |
| 2019               | Jungleland                           | Tierra Salvaje                                   | Jungleland                             | Stanley Kaminski          | Max Winkler        |
| 2019               | The True History of the Kelly Gang   | La verdadera historia de la Banda de Kelly       | The True History of the Kelly Gang     | Sargento O'Neil           | Justin Kurzel      |
| 2020               | The Gentlemen                        | The Gentlemen: Los señores de la mafia           | The Gentlemen                          | Ray                       | Guy Ritchie        |
| 2021               | Last Looks                           | Waldo                                            | Last Looks                             | Charlie Waldo             | Tim Kirkby         |
| 2023               | Rebel Moon-Part One: A Child of Fire | Rebel Moon - Parte 1: La niñas de fuego          | Rebel Moon                             | Kai                       | Zack Snyder        |
| 2024               | Rebel Moon – Part Two: The Scargiver | Rebel Moon - Parte 2: La guerrera que deja marca | Rebel Moon. Parte 2                    | Kai                       | Zack Snyder        |
| (Fuente: IMDb.com) |                                      |                                                  |                                        |                           |                    |
|                    |                                      |                                                  |                                        |                           |                    |

### Televisión
| Televisión         | Televisión        | Televisión                                 | Televisión                               |  |
| Año                | Título original   | Papel                                      | País / Canal / Tipo                      |  |
| ------------------ | ----------------- | ------------------------------------------ | ---------------------------------------- |  |
| 1998               | Byker Grove       | Jason Chuckle                              | Serie de TV - 3 episodios                |  |
| 1999               | My Wonderful Life | Wes                                        | Serie de TV                              |  |
| 1999-2000          | Queer as Folk     | Nathan Maloney                             | Serie de TV - 10 episodios               |  |
| 1999               | Microsoap         | Brad                                       | Serie de TV - 1 episodio                 |  |
| 2000               | Young Americans   | Gregor Ryder                               | Serie de TV - 3 episodios                |  |
| 2001-2002          | Undeclared        | Lloyd Haythe                               | Serie de TV - 17 episodios               |  |
| 2008-2014          | Sons of Anarchy   | Jackson "Jax" Teller - personaje principal | Serie de TV - 92 episodios               |  |
| 2019               | Shantaram         | Lin                                        | Serie para Apple TV+ - 10 episodios      |  |
| TBA                | Criminal          | Leo                                        | Serie de Prime Video - Rol principal     |  |
| TBA                | Monster           | Ed Gein                                    | Serie de TV - Rol principal; temporada 3 |  |
| (Fuente: IMDb.com) |                   |                                            |                                          |  |
|                    |                   |                                            |                                          |  |

### Videojuegos
| 2014 | Pacific Rim: Jaeger Pilot Oculus Rift Experience | Raleigh Becket |

### Doblaje de voz
| Doblaje de voz                   | Doblaje de voz          | Doblaje de voz      | Doblaje de voz | Doblaje de voz           | Doblaje de voz |
| Película/Serie/Video             | España                  | México              | Venezuela      | Colombia                 |                |
| -------------------------------- | ----------------------- | ------------------- | -------------- | ------------------------ | -------------- |
| Cold Mountain                    | Roger Pera              |                     |                |                          |                |
| Sons of Anarchy                  | Miguel Ángel Garzón     | Manuel Campuzano    |                |                          |                |
| Children of Men                  | Xavier Fernández        | Javier Rivero       |                |                          |                |
| Green Street Hooligans           | Iván Muelas             |                     |                | Carlos Alberto Gutiérrez |                |
| Young Americans                  | José Luis Mediavilla    |                     |                |                          |                |
| Crimson Peak                     | Juan Antonio Soler      | Luis Daniel Ramírez |                |                          |                |
| Abandon                          | Daniel García           | Manuel Campuzano    |                |                          |                |
| 3, 2, 1... Frankie Go Boom       |                         |                     | Angel Mujica   |                          |                |
| Deadfall                         | Toni Mora               | Gerardo Alonso      |                |                          |                |
| Nicholas Nickleby                | Luis Posada             | Luis Daniel Ramírez |                |                          |                |
| Pacific Rim                      | Alejandro García "Peyo" | Irwin Daayán        |                |                          |                |
| King Arthur: Legend of the Sword | Alejandro García "Peyo" | Arturo Mercado Jr.  |                |                          |                |
| The Lost City of Z               | Daniel García           | Oscar Flores        |                |                          |                |
| (Fuente: ElDoblaje.com)          |                         |                     |                |                          |                |
|                                  |                         |                     |                |                          |                |

## Distinciones

### Cine
| Premios y nominaciones: Cine | Premios y nominaciones: Cine       | Premios y nominaciones: Cine        | Premios y nominaciones: Cine     | Premios y nominaciones: Cine |
| Año                          | Ceremonia/Premio                   | Categoría                           | Trabajo por nominación           | Resultado                    |
| ---------------------------- | ---------------------------------- | ----------------------------------- | -------------------------------- | ---------------------------- |
| 2002                         | National Board of Review           | Mejor actuación por un conjunto     | Nicholas Nickleby                | Ganador                      |
| 2013                         | Huading Awards                     | Mejor actor internacional emergente | Pacific Rim                      | Ganador                      |
| 2017                         | International Online Cinema Awards | Mejor Actor                         | The Lost City of Z               | Nominado                     |
| 2017                         | CinemaCon Award                    | Estrella masculina del año          | King Arthur: Legend of the Sword | Ganador                      |
| (Fuente: IMDb)               |                                    |                                     |                                  |                              |
|                              |                                    |                                     |                                  |                              |

### Televisión
| Premios y nominaciones: Televisión | Premios y nominaciones: Televisión                          | Premios y nominaciones: Televisión     | Premios y nominaciones: Televisión | Premios y nominaciones: Televisión | Premios y nominaciones: Televisión |
| Año                                | Ceremonia/Premio                                            | Categoría                              | Trabajo nominado                   | Resultado                          |                                    |
| ---------------------------------- | ----------------------------------------------------------- | -------------------------------------- | ---------------------------------- | ---------------------------------- | ---------------------------------- |
| 2011                               | Premio EWwy                                                 | Mejor actor en una serie dramática     | Sons of Anarchy                    | Nominado                           |                                    |
| 2012                               | Critics' Choice Television Award                            | Mejor actor en una serie dramática     | Sons of Anarchy                    | Nominado                           |                                    |
| 2012                               | Premio EWwy                                                 | Mejor actor en una serie dramática     | Sons of Anarchy                    | Nominado                           |                                    |
| 2013                               | Asociación Panamericana de Periodistas de Cine y Televisión | Mejor actor en una serie dramática     | Sons of Anarchy                    | Nominado                           |                                    |
| 2014                               | Premio EWwy                                                 | Mejor actor en una serie dramática     | Sons of Anarchy                    | Nominado                           |                                    |
| 2015                               | People's Choice Awards                                      | Actor de televisión por cable favorito | Sons of Anarchy                    | Nominado                           |                                    |
| 2015                               | Satellite Awards                                            | Mejor actor en una serie dramática     | Sons of Anarchy                    | Nominado                           |                                    |
| 2015                               | Critics' Choice Television Award                            | Mejor actor en una serie dramática     | Sons of Anarchy                    | Nominado                           |                                    |
| (Fuente: IMDb)                     |                                                             |                                        |                                    |                                    |                                    |
|                                    |                                                             |                                        |                                    |                                    |                                    |